# Vallée des Reines
Défilé s'enfonçant dans la montagne libyque, près de Thèbes, au sud-ouest de Deir el-Médineh, non loin de la vallée des Rois, appelé en arabe Bibân el-maleïkat, la vallée des Reines est la nécropole des épouses royales, des filles, parfois des fils des rois des XIXe et XXe dynasties. On en connaît aujourd'hui près de cent tombeaux (98 sont numérotés), dont celui de la reine Néfertari, la grande épouse royale de Ramsès II.
Seules trois ou quatre tombes sont aujourd'hui ouvertes au public :
- les tombes de Khâemouaset et Amonherkhépeshef deux fils de Ramsès III,
- la tombe de Néfertari, épouse de Ramsès II, ouverte de nouveau au public en 1995 après une campagne de restauration,
- la tombe de Tyti, épouse (?) de Ramsès X.

Les premières fouilles de la vallée des Reines ont été faites par John Gardner Wilkinson, puis par Jean-François Champollion en 1829, Karl Richard Lepsius en 1844, Ernesto Schiaparelli en 1903 qui a découvert la tombe de Néfertari.
En 1984, grâce à la donation de Germaine Ford de Maria, la vallée est déblayée et aménagée sous le contrôle scientifique de Christiane Desroches Noblecourt assistée par Christian Leblanc.